# Принігтикові
Принігтикові або пароніхієві (Paronychioideae) — підродина квіткових рослин родини гвоздичні (Caryophyllaceae).

## Опис
Листки з плівчастими прилистками. Квітки часто без віночка або з сильно редукованим віночком, 4–5-членні. Плід — коробочка або горішок.

## Класифікація
Підродина поділяється на три триби:
- Corrigioleae
- Paronychieae
- Polycarpeae